# U Roy
Pour les articles homonymes, voir Beckford.
U Roy, nom de scène d'Ewart Beckford, né le 21 septembre 1942 à Jones Town (Jamaïque) et mort le 17 février 2021, est un deejay reggae jamaïcain, également connu sous les noms de The Originator, Hugh Roy ou Daddy U Roy (en raison de son statut de « parrain » du style deejay).

## Biographie
Sa carrière musicale commence en 1961, quand il devient DJ de différents sound systems. Il travaille ainsi avec King Tubby à l'époque où il expérimente le dub. Avec U Roy comme DJ, le sound system de King Tubby devient extraordinairement populaire et U Roy connaît alors la célébrité. Il enregistre pour la première fois Dynamic Fashion Way en 1969. Il travaille par la suite avec Lee Perry, Peter Tosh, Bunny Lee et Lloyd Daley.
En 1970, le chanteur jamaïcain John Holt remarque la technique de U Roy. En travaillant avec Duke Reid, la renommée de U Roy s'accroît, notamment avec une série de singles historiques, incluant Wake the Town et Wear You to the Ball. Ces deux titres et Rule the Nation atteindront les trois premières places des charts jamaïcains pendant 12 semaines en 1970.
S'il n'est pas le premier deejay jamaïcain à avoir enregistré (Sir Lord Comic et King Stitt l'ont précédé), U Roy est le premier à avoir réalisé des tubes et est à l'origine de l'explosion du style deejay dans les années 1970. Ce style devient ensuite dominant dans le reggae des années 1980 jusqu'à celui d'aujourd'hui (environ 70 % des artistes vocaux jamaïcains actuels sont des deejays contre seulement 30 % de chanteurs) ; ce style deejay reggae est considéré comme l'un des pères du rap (pour la partie vocale).
Le succès de U Roy perdure tout au long des années 1970 et son sound system King Sturgav continue de révéler de nouveaux DJ jusqu'au début des années 1980.
U Roy a été invité en guest star sur l'album True Love de Toots and the Maytals, qui a gagné le Grammy du meilleur album reggae en 2004, et qui inclut de nombreux musiciens notables dont Willie Nelson, Eric Clapton, Jeff Beck, Trey Anastasio, Gwen Stefani / No Doubt, Ben Harper, Bonnie Raitt, Manu Chao, The Roots, Ryan Adams, Keith Richards, Toots Hibbert, Paul Douglas, Jackie Jackson, Ken Boothe, et The Skatalites.
Il meurt le 17 février 2021.

## Discographie

### Premières chansons (1969)
Entre parenthèses, les producteurs respectifs.
- Earth's Righful Ruler (Lee Perry)
- Love Shine Along The Way (Bunny Lee)
- King Of The Road (Bunny Lee)
- Orgarang (Bunny Lee)
- Dynamic Fashion Way (Keith Hudson)
- Ok Corral (Lee Perry)
- Scandal (Lloyd Daley)
- Sound of the Wise (Lloyd Daley)

### Albums
- 1970 : Version Galore
- 1975 : 'Dread Ina Babylon
- 1975-1976 : Dubbing To The King In A Higher Rank (King Attarney)
- 1976 : Best Of U Roy
- 1976 : With Words Of Wisdom
- 1976 : Natty Rebel (Virgin)
- 1978 : Rasta Ambassador (Virgin)
- 1978 : Jah Son Of Africa (Virgin)
- 1980 : The Originator
- 1980 : Love Gamble
- 1987 : Music Addict (Ras)
- 1991 : True Born African (Ariwa)
- 1992 : The Teacher Meets the Student (Sonic Sounds)
- 1993 : Smile Awhile (Ariwa) ;
- 1995 : Wake the Town
- 1997 : Show Time Live
- 2000 : Serious Matter (Tabou 1)
- 2001 : Now (Tabou 1)
- 2003 : Rebel In Styyle (Nocturne)
- 2012 : Pray Fi Di People
- 2015 : Get up, Stand up ; sur l'album de Tiken Jah Fakoly, "Racines"
- 2018 : Talking Roots (Ariwa)
- 2021 : Solid Gold U-Roy (Album posthume composé de duos)

### Compilations et rééditions
- 1988 - With a Flick of My Musical Wrist (1971-73) (Trojan) ;
- 1990 - Version Of Wisdom (Virgin) ;
- 1991 - Natty Rebel Extra Version (Virgin) ;
- 1992 - Super Boss (1971-73) (Culture Press) ;
- 1992 - Rock With I (Ras) réédition de Best Of U Roy avec deux morceaux supplémentaires (Musical Vison et King Tubby Skank) ;
- 1993 - Musical Vision (Culture Press) même album que le précédent ;
- 1999 - The Lost Album - Right Time Rockers réédition de l'album Dubbing To The King In A Higher Rank ;
- 2002 - Version Galore (réédition 2 cd) (Trojan) ;
- 2006 - Meets King Tubbys (Attack) ;
- 2009 - Foundation Skank - 1971-75 Rare Sides By The DJ Originator (Sound System)
- 2009 - I Am The Originator (Kingston Sounds)

## Collaborations à succès
- 2012 : The Hard Way ; avec Balik (Danakil) et Tiken Jah Fakoly, sur l'album Pray Fi Di People